# مهرانج بلوش
مهرانج بلوش (بالأردية: ماہ رنگ بلوچ؛ وبالبلوشية: مهرنگ بلۏچ) هي ناشطة باكستانية في مجال حقوق الإنسان ضد حالات الاختفاء القسري في باكستان والقتل خارج نطاق القضاء وانتهاكات أخرى لحقوق الإنسان في بلوشستان. تقود مهرانج لجنة بلوش ياكجهتي ("لجنة الوحدة البلوشية")، وهي حركة حقوق إنسان مقرها في بلوشستان. في 28 يوليو 2024، كانت جزءًا من بلوش راجي موتشي ("التجمع الوطني البلوشي") في جوادر، وهو حدث يهدف إلى توحيد البلوش ضد هذه الانتهاكات.